# Frédéric Leclerc-Imhoff
Pour les articles homonymes, voir Leclerc et Imhoff.
Frédéric Leclerc-Imhoff, né le 27 décembre 1989 dans le 14e arrondissement de Paris et mort le 30 mai 2022 dans l'oblast de Louhansk (Ukraine), est journaliste reporter d'images français.
Travaillant pour BFM TV, il est tué durant l'invasion russe de l'Ukraine.

## Biographie

### Jeunesse
Frédéric Leclerc-Imhoff est né le 27 décembre 1989 dans le 14e arrondissement de Paris. Il poursuit des études secondaires au Lycée Hélène Boucher à Paris 20e aux termes desquelles il obtient en 2007 le Bac S. En 2007 il commence des études de Médecine mais s'oriente finalement vers la philosophie[réf. nécessaire] et suit ensuite en auditeur libre, des études universitaires de cette matière au Centre Tolbiac (17 rue de Tolbiac 13e arrondissement de Paris)[réf. nécessaire].
En 2008, il reprend, en tant qu'étudiant inscrit cette fois, ses études universitaires de philosophie dans l'université précédente jusqu'à l'obtention du master 1 de philosophie en 2012 dont le mémoire porte sur le lien entre démocratie et media[réf. nécessaire].

### Formation
En 2012, il intègre l'Institut de journalisme Bordeaux Aquitaine (IJBA) où il obtient, en 2014, un master en journalisme,.

### Activités journalistiques

#### Activités pré-diplôme
Il tourne, en bénévole, des reportages vidéo pour Télé liberté aux Éditions de L'Esprit frappeur entre 2010 et 2012. 
Il écrit, en tant que bénévole, quelques articles pour Rue 89 de l'Obs entre 2012 et 2014[réf. nécessaire].

#### Activités post-diplôme
À partir de 2014, il réalise des documents vidéo pour Capa où il obtient, après quelques stages, un CDD de 6 mois en tant que journaliste reporter d'images, jusqu'en 2016[réf. nécessaire].
À partir de 2016 et jusqu'à sa mort, il travaille en tant que JRI pour la chaîne BFMTV (piges entrecoupées de quelques CDD de courte durée[réf. nécessaire]).
Le 10 avril 2022, BFMTV l'envoie, à sa demande, sur le terrain de la guerre d'Ukraine pour une 1re mission de 3 semaines puis il enchaine, à partir du 16 mai 2022, une 2e mission, prévue de même durée, pour filmer les conséquences de l'invasion russe, mission qui est interrompue par sa mort,.

### Mort
Le lundi 30 mai 2022, le journaliste monte dans un camion humanitaire d'évacuation sortant de Kramatorsk pour aller chercher une dizaine de civils adultes encore présents à Lyssytchansk, à 80 km de distance. Un fragment d'obus entre par le pare-brise du véhicule et le frappe au cou, causant sa mort, à Sievierodonetsk. Son collègue de BFMTV, Maxime Brandstaetter, légèrement touché et sa fixeuse, Oksana Leuta, indemne, sont évacués,,. Le gouvernement russe, à travers l'agence TASS, justifie l'assassinat en parlant du journaliste comme un « mercenaire », un commentaire « pour salir la mémoire du journaliste », selon Reporters sans frontières,,.

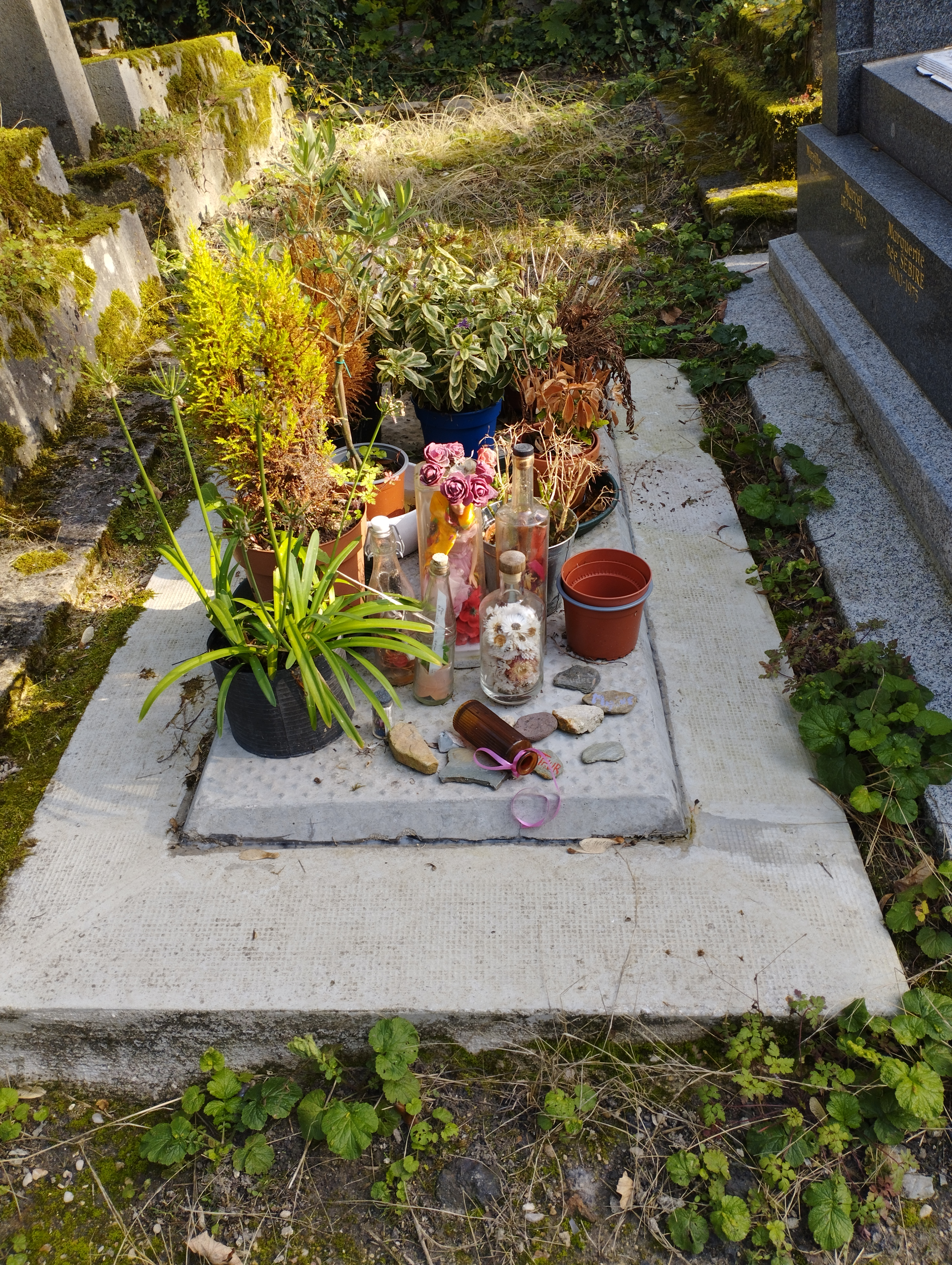
Tombe de Frédéric Leclerc-Imhoff au cimetière du Père-Lachaise (division 52).

Le jour même, la ministre française des Affaires étrangères, en déplacement en Ukraine, réclame, auprès du pouvoir local, une enquête transparente pour tirer au clair les faits et le Parquet national antiterroriste (PNAT) annonce l'ouverture d'une enquête de flagrance pour crime de guerres confiée à l'Office central de lutte contre les crimes contre l'humanité, les génocides et les crimes de guerre (OCLCH),.
Dans les jours qui suivent, la consternation au sein de la rédaction de BFMTV est unanime[source insuffisante], Frédéric y est décrit comme quelqu'un de souriant, discret et altruiste[réf. nécessaire].
Il est inhumé au cimetière du Père-Lachaise (division 52).

## Hommages posthumes

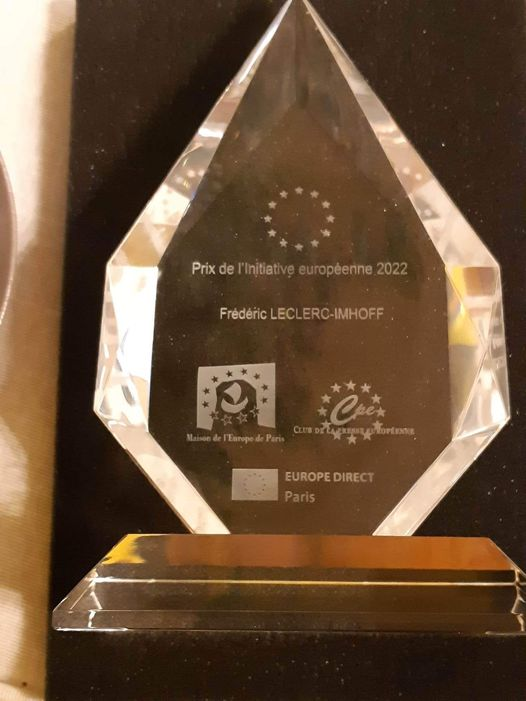
Prix de l'initiative européenne 2022 décerné, à titre posthume, à Frédéric Leclerc-Imhoff

- Un 1er hommage posthume est rendu à Frédéric Leclerc-Imhoff le 10 juin 2022 à la place de la République à Paris à l'initiative de RSF[16].
- BFMTV lui rend également un hommage posthume le 21 septembre 2022 en rebaptisant à son nom l'allée des studios de BFMTV et RMC dans les locaux de l'Altice Campus[17][source insuffisante]. La bourse annuelle mise en place par BFMTV à l'intention des jeunes journalistes est également renommée en sa mémoire[17][source insuffisante].
- Le 6 octobre 2022, RSF rend hommage aux 66 journalistes tués dans l'exercice de leur fonction (essentiellement sur terrains de guerre) depuis octobre 2021 en dévoilant une stèle sur laquelle figurent les 66 noms dont celui de Frédéric Leclerc-Imhoff. Cette cérémonie se tient au mémorial des reporters de guerre à Bayeux pendant la semaine annuelle consacrée à la remise des prix des correspondants de guerre[18],[19],[20].
- Le 11 novembre 2022, France Télévisions dédie un double épisode de sa série jeunesse ASKIP tournée à Verdun et consacrée au devoir de mémoire à Frédéric Leclerc-Imhoff.
- Le 15 décembre 2022, le 2e prix de l'initiative européenne 2022 est décerné à Frédéric Leclerc-Imhoff pour honorer sa mémoire, ce prix est remis à Grégory Philipps, chef de service chargé des reportages à BFMTV, en présence de Maxime Brandstaetter, le journaliste rédacteur accompagnant Frédéric lors de sa dernière mission en Ukraine[21].
- La promotion 2022-2024 de l'Institut français de presse (IFP) à Paris choisit à l'unanimité (26 étudiants), de s'appeler « Promotion Frédéric Leclerc-Imhoff » pour lui rendre hommage et mettre en valeurs ses convictions profondes dans le métier de journaliste[réf. nécessaire].
- Le 24 février 2023, un hommage de la ministre de la culture Rima Abdul-Malak lui est rendu à Kiev en présence des collègues l'accompagnant, Oksana Leuta et Maxime Brandstaetter ; la ministre annonce qu'une salle de la médiathèque de l'institut français de Kiev sera baptisée à son nom et qu'il sera nommé chevalier de la Légion d'honneur à titre posthume par décret présidentiel [22] (pour rendre hommage, à travers lui, à toutes et tous les journalistes qui risquent leur vie pour nous informer)[23].
- Le 3 mars 2023, une plaque est apposée en son honneur dans le hall d'entrée de l'IJBA à Bordeaux. Sur cette plaque, le nom de Pierre Billaud, journaliste diplômé de l'IJBA et tué en Afghanistan le 11 novembre 2001, est également associé[24].
- Le 20 avril 2023 se tient la 7e édition du « Défi BFMTV » rebaptisé « Défi BFMTV Frédéric Leclerc-Imhoff »[25].
- Le 30 mai 2023, jour anniversaire de sa mort, la chaine BFMTV publie une vidéo de 15 minutes[26] retraçant quelques moments clef de la vie de Frédéric avec la participation de ses parents et de deux de ses amies journalistes.

## Distinctions
- Chevalier de la Légion d'honneur (2023) [27]

## Pour approfondir